# Liste der Monuments historiques in Saint-Paul-d’Oueil
Die Liste der Monuments historiques in Saint-Paul-d’Oueil führt die Monuments historiques in der französischen Gemeinde Saint-Paul-d’Oueil auf.

## Liste der Bauwerke
| Bezeichnung | Beschreibung              | Standort | Kennzeichnung | Schutzstatus | Datum | Bild           |
| ----------- | ------------------------- | -------- | ------------- | ------------ | ----- | -------------- |
| Schloss     | Erbaut im 16. Jahrhundert | (Lage)   | PA00094472    | Inscrit      | 1947  | weitere Bilder |

## Liste der Objekte

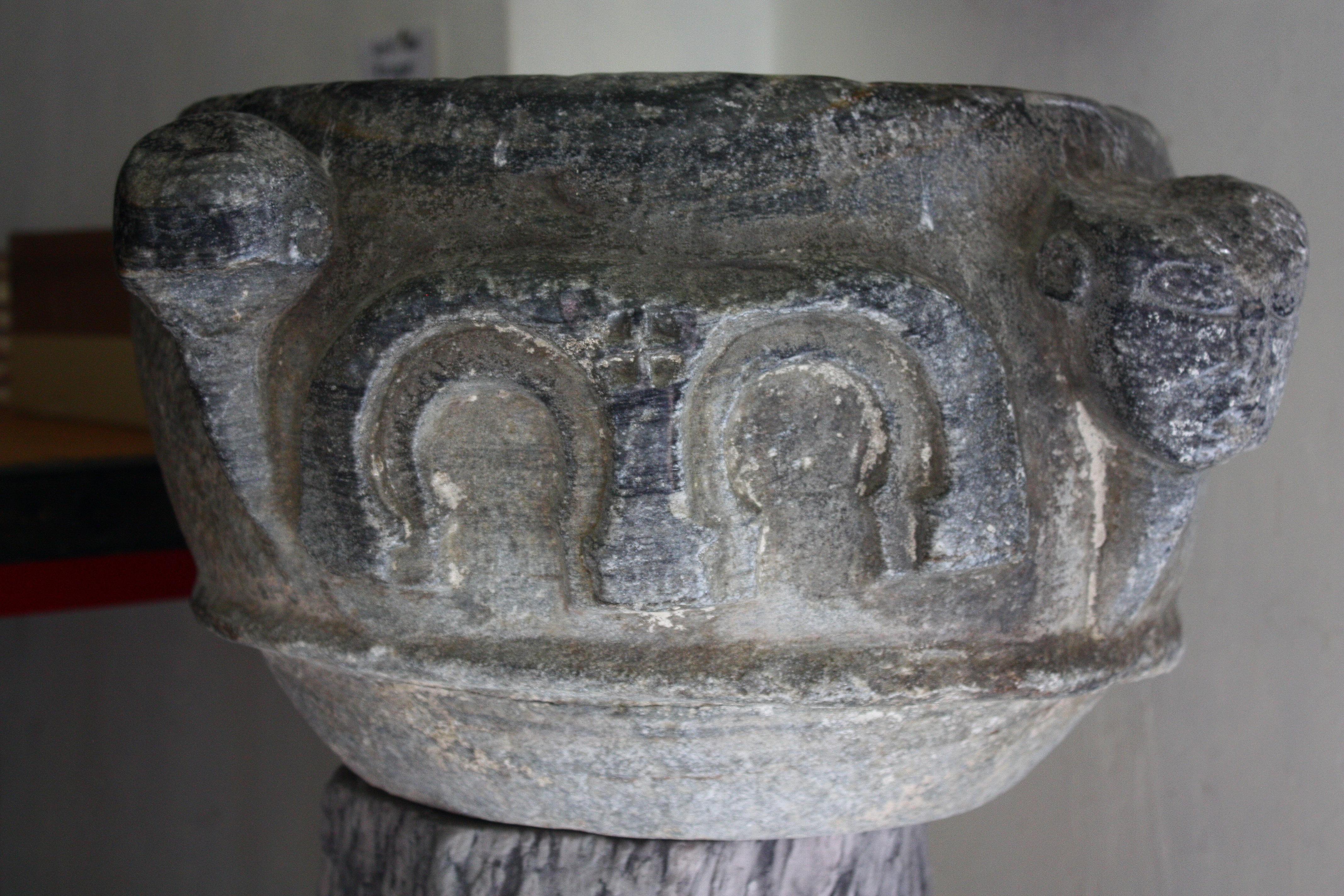
Weihwasserbecken in der Kirche St-Gordien in Saint-Paul-d’Oueil

- Monuments historiques (Objekte) in Saint-Paul-d’Oueil in der Base Palissy des französischen Kultusministeriums

Siehe auch: Weihwasserbecken (Saint-Paul-d’Oueil)